# Bińkowce
Bińkowce (biał. Бінькаўцы, ros. Биньковцы) – wieś na Białorusi, w obwodzie mińskim, w rejonie mińskim, w sielsowiecie Łoszany.